# 부산 범어사 대웅전
부산 범어사 대웅전(釜山 梵魚寺 大雄殿)은 부산광역시 금정구, 범어사에 있는 조선시대의 건축물이다. 1966년 2월 28일 대한민국의 보물 제434호로 지정되었다.
정면 3칸, 측면 3칸의 다포집 계통으로 구성되어 있다. 범어사 안에 있으며, 지붕은 맞배지붕으로 되어 있어 측면에는 공포(包)를 배치하지 않았다. 대신 측면에는 높은 기둥 2개를 세워 중종량(中宗樑)을 받치게 하였으며, 그 위에 또 종량(宗樑)이 있는데 박공 머리에는 방풍판(防風板)을 달았다. 내부는 2개의 옥내기둥 사이에 후불벽(後佛壁)을 치고, 앞면에는 옆으로 긴 불단이 건물의 중앙까지 차지하고 있으며, 위에는 석가여래 등 불상 3개가 나란히 안치되어 있다.

## 개요
경상남도 3대 절 중 하나로 유명한 범어사는 『삼국유사』의 기록에 따르면 의상대사가 통일신라 문무왕 18년(678)에 처음으로 지었다고 한다. 또한 옛날 일본인이 침입했을 때에는 이곳의 승려들이 전쟁에 직접 참여하여 함께 싸우기도 했던 중요한 곳 중 하나로도 알려져 있다.
석가모니불상만을 모시는 일반 대웅전과는 달리 이곳 범어사 대웅전에는 미륵보살과 가라보살을 각각 석가모니의 왼쪽과 오른쪽에 함께 모시고 있다. 임진왜란 때 불에 타버린 이 대웅전은 조선 선조 35년(1602)에 다시 지었으며 광해군 5년(1613)에는 한 차례 보수 공사가 있었다.
앞면·옆면 3칸 크기를 가진 건물로 지붕은 옆면에서 볼 때 사람 인(人)자 모양을 한 맞배지붕이다. 지붕 처마를 받치기 위해 장식하여 짜은 구조가 기둥 위뿐만 아니라 기둥 사이에도 있는 다포 양식이다. 또한 건물 안쪽에 불상을 올려놓는 자리인 불단과 불상을 장식하는 지붕 모형의 닫집에서 보이는 조각의 정교함과 섬세함은, 조선 중기 불교건축의 아름다움과 조선시대 목조공예의 뛰어남을 보여주고 있다.

## 내부 사진

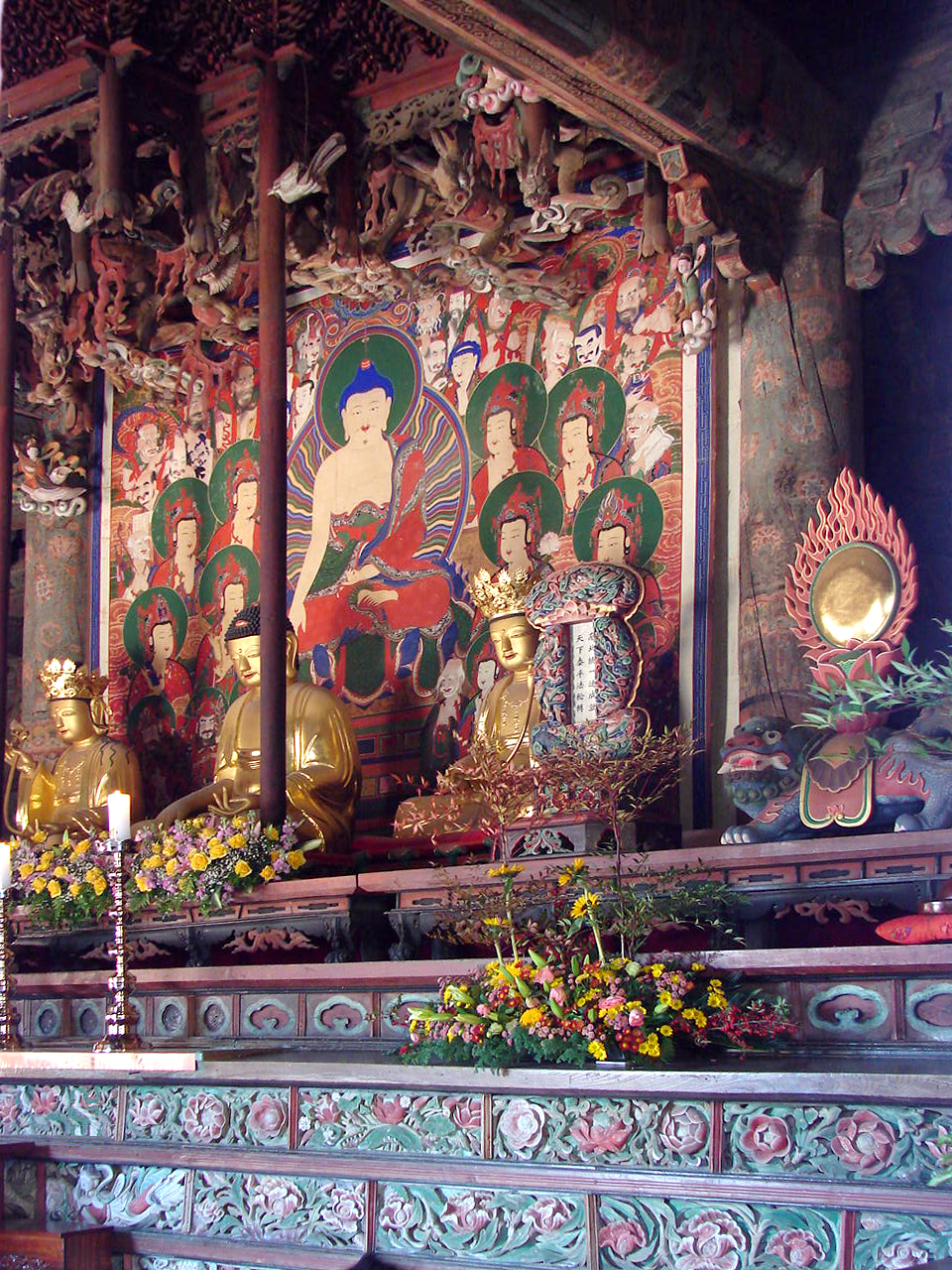
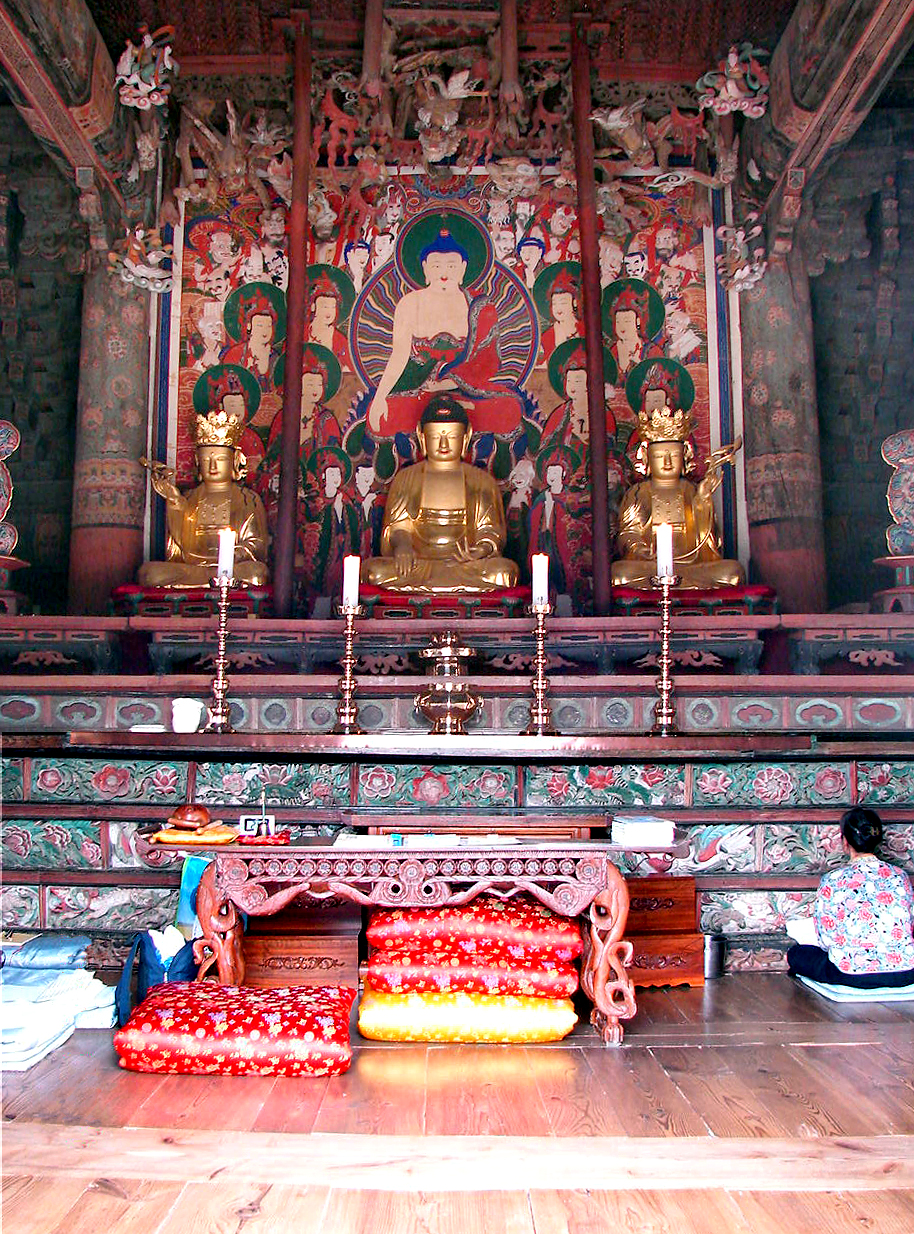

## 같이 보기
- 범어사
- 범어사 대웅전 영산회상도 (부산광역시 유형문화재 제67호)
- 범어사 대웅전 삼장보살도 (부산광역시 유형문화재 제68호)
- 범어사 대웅전 제석신중도 (부산광역시 유형문화재 제69호)

## 참고 자료
- 부산 범어사 대웅전 - 국가유산청 국가유산포털